# 巴达兰
巴达兰，是西班牙拉里奥哈自治区的一个市镇。总面积21平方公里，总人口689人（2001年），人口密度33人/平方公里。